# سفارت اسرائیل در لندن
سفارت اسرائیل در لندن (به انگلیسی: Embassy of Israel) یک منطقهٔ مسکونی و نمایندگی سیاسی این کشور در بریتانیا است که در لندن واقع شده‌است.